# Karcsa
Karcsa là một thị trấn thuộc hạt Borsod-Abaúj-Zemplén, Hungary. Thị trấn này có diện tích 43,7 km², dân số năm 2010 là 1772 người, mật độ 41 người/km².